# روی اشبرن
روی آرتور اشبرن (Roy Arthur Ashburn) (زادهٔ ۲۱ مارس ۱۹۵۴)، سیاستمدار آمریکایی اهل شهرستان کرن، کالیفرنیا است. او که یک جمهوری‌خواه است، از ۲۰۰۲ تا ۲۰۱۰ میلادی به عنوان سناتور مجلس سنای ایالتی کالیفرنیا خدمت نموده و از حوزه انتخابیه هجدهم کالیفرنیا نمایندگی کرد. پیش از آن، وی برای سه دوره به عنوان نماینده حوزه انتخابیه ۳۲ام کالیفرنیا در مجلس نمایندگان ایالتی کالیفرنیا و همچنین برای ۱۲ سال در هیئت سرپرستان شهرستان کرن خدمت نموده بود. وی از سوی فرماندار آرنولد شوارتزنگر به عنوان عضو هیئت استیناف بیمه بیکاری گماشته شده و از ۲۰۱۱ تا فوریه ۲۰۱۵ میلادی در این سمت خدمت نمود.
هرچند وی قبلاً به‌طور ثابت بر علیه قوانین همجنس‌گرایی رأی داده بود، اما اشبرن در مارس ۲۰۱۰ تأیید نمود که وی گی است و پس از آشکارسازی به‌طور فزاینده‌ای به صراحت به دفاع از حقوق همجنس‌گرایان صحبت نمود.

## پس‌زمینه شخصی
اشبرن در لانگ بیچ، کالیفرنیا بدنیا آمد، در کالج سکویاس در ویسالیا آموزش دیده و بعداً مدرک لیسانس خود را در ۱۹۸۳ میلادی در رشته اداره امور عمومی از دانشگاه ایالتی کالیفرنیا در بیکرزفیلد کسب کرد. وی به مذهب رومان کاتولیک باورمند است و این امر در زندگی‌نامه وی که توسط دانشگاه ایالتی کالیفرنیا در بیکرزفیلد چاپ گردیده، درج شده‌است (ایالت کالیفرنیا/دانشگاه ایالتی کالیفرنیا در بیکرزفیلد). اشبرن از همسر خود جدا شده و پدر چهار دختر است، شیلی، شانون، استاسی و سوزانا. وی دو نوه نیز دارد.

## ۱۹۷۲ – ۲۰۱۰ میلادی: حرفه سیاسی
اشبرن از ۱۹۷۲ تا ۱۹۷۷ میلادی برای سرپرست شهرستان کرن لی‌روی جاکسون، از ۱۹۷۹ تا ۱۹۸۳ میلادی برای عضو کنگره بیل توماس، از ۱۹۸۴ تا ۱۹۹۶ میلادی به عنوان سرپرست شهرستان کرن، از ۱۹۹۶ تا ۲۰۰۲ میلادی به عنوان عضو مجلس نمایندگان کالیفرنیا و از ۲۰۰۲ تا ۲۰۱۰ میلادی به عنوان سناتور ایالتی کالیفرنیا خدمت کرد. وی در کالج سکویاس آموزش دیده و مدرک بی‌ای خود را در ۱۹۸۳ میلادی در رشته اداره امور عمومی از دانشگاه ایالتی کالیفرنیا در بیکرزفیلد بدست آورد. همان سالی که اشبرن از کالج فارغ‌التحصیل گردید، وی به عنوان رئیس مجمع جمهوری‌خواهان بیکرزفیلد خدمت کرد. در ۱۹۸۸ میلادی، اشبرن ریاست ستاد انتخاباتی ریاست جمهوری جرج اچ. دابلیو. بوش در شهرستان کرن را برعهده داشت.
پس از سپری نمودن دو سال نخست در مجلس سنای ایالتی، اشبرن نامزد حزب جمهوری‌خواه از حوزه انتخابیه ۲۰ام کالیفرنیا در انتخابات ۲۰۰۴ بود. خانه وی در قسمت بیکرزفیلد این ناحیه موقعیت داشت. وی برای بیش از یک دهه، قوی‌ترین نامزد جمهوری‌خواه در حوزه انتخابیه بیستم بود. وی ظاهراً در مقابل نامزد دموکرات، سناتور ایالتی پیشین جیم کوستا، بازنده بنظر می‌رسید. حوزه انتخابیه ۲۰ام به‌طور قوی یک حوزه انتخابیه دموکراتیک با اکثریت لاتین است و متصدی پیشین این حوزه، دموکرات کال دولی، بدون اینکه با مشکل جدی مواجه شود توانسته بود برای ۱۴ سال از این حوزه نمایندگی نماید. با این وجود، جمهوری‌خواهان از آنچه انتظار می‌رفت، پول بیشتری در این حوزهِ به شدت دموکرات به مصرف رساندند. اشبرن ادعا نمود که کوستا به نفع افزایش مالیات رأی خواهد داد؛ در آهنگی با نام کوستا، او تبلیغاتی را با متن «بلی، کوستا هزینه خواهد داشت!» ("Costa's gonna cost ya!") ایجاد نمود. وی همچنین کوستا را با فرماندار پیشین گری دیویس مقایسه نموده و آنها را «دوقلوی طرفدار مالیات» خواند. در پایان، کوستا با حاشیه ۵۴٪ در مقابل ۴۶٪ برنده شده و اشبرن با دریافت اکثریت مطلق آرا در شهرستان کینگز، در رده بعدی قرار گرفت. با این حال، وی نسبت به سایر نامزدان جمهوری‌خواه در این حوزه انتخابیه عملکرد به مراتب بهتری داشت.

### مناصب/دستاوردهای سیاسی
کار اشبرن در قوانین کالیفرنیا مشتمل بر موارد ذیل است:
- نویسنده «قانون واکسن تب دره»، قانونی که برای تأمین وجوه مالی پژوهش‌های مرتبط با واکسن این بیماری ترتیب داده شده‌است.[۸]
- یکی از چهار نویسنده «قانون رفاه – تا – کار ۱۹۹۷» که سیستم رفاه کالیفرنیا را اصلاح نمود.[۹]

طبق گزارش پروژه رأی هوشمند، اشبرن از زمانی که وارد مجلس سنا شد، در مخالفت با هرگونه قانونی مرتبط با حقوق همجنس‌گرایان رأی داد، اما تمامی آنها تصویب گردیدند. با این همه، پس از بازداشت بخاطر رانندگی تحت تأثیر دارو یا الکل، وی با معرفی نمودن متمم قانون رفاه و نهادهای ۱۹۵۰ که الزام وزارت سلامت روانی برای انجام پژوهش روی «منحرفین جنسی» (اصطلاحی که به‌طور واضح بر علیه همجنس‌گرایان هنگام تصویب قانون رفاه و نهادهای ۱۹۵۰ استفاده شده بود) را حذف می‌کرد، دید سیاسی خود را به‌طور کامل تغییر داد؛ معرفی این لایحه توسط اشبرن که به اتفاق آرا از سوی مجلس سنا تصویب شد، نخستین قانون طرفدار همجنس‌گرایی در کل حرفه اشبرن بود.
اشبرن در جریان مصاحبهٔ رادیویی در کالیفرنیا، همجنس‌گرایی خود را اعلام نموده و بیان داشت که دیگر برنامه ندارد تا برای سمت‌های عمومی نامزد شود.
اشبرن در جریان مدتی که در مجلس سنا خدمت می‌کرد ریاست کمیته‌های تفتیش قانون و استخدام عمومی و بازنشستگی را برعهده داشت، عضو کمیته‌های هنر، بودجه و بررسی مالی، تفتیش قانون، درآمد و مالیات، قواعد، و حمل و نقل و مسکن و همچنین عضو کمیته‌های فرعی بندرهای کالیفرنیا، تحرکات کالاها و خدمات پزشکی و انسانی بود.
اشبرن در ۲۰۱۰ میلادی از طرح ۱۳ حمایت کرد، طرحی که سعی داشت تا از ارزیابی مجدد مالیات بر املاک ناشی از مقاوم‌سازی لرزه‌ای جلوگیری نماید.

### بازداشت، محکومیت و عواقب
اشبرن هنگام رانندگی خودروی دولتی کالیفرنیا، بخاطر داشتن نشانه رانندگی در حال مستی در ۳ مارس ۲۰۱۰ بازداشت شد. سناتور، اندکی پیش تر از ۲ شب توسط گشت شاهراه کالیفرنیا در ساکرامنتو متوقف گردید و منابع می‌گفتند که وی در حال ترک یک کلوب‌شبانه همجنسگرایان، فیسز، در محله لاوندر هیل بود و یک مسافر ناشناس نیز در خودروی شورلت تاهو دولتی وی نشسته بود. میزان مشروب در خون (BAC) اشبرن ۰٫۱۴٪ اندازه‌گیری شد. این بازداشت موجی از «گمانه‌زنی‌ها در سطح کشور را برانگیخت که این قانون‌گذار بازنشسته همجنس‌گرا است و بخاطر اینکه در مخالفت با قوانین همجنس‌گرایی رأی داده، وی یک فرد ریاکار است». در پاسخ به این اتهامات، اشبرن در جریان مصاحبهٔ با رادیو KERN، اظهار داشت که وی همجنس‌گرا است و باورمند است «که وی تنها در مقابل کسانی که به وی رأی داده‌اند مسئولیت دارد». زمانی که در جریان مصاحبه از وی پرسیده شده که آیا شخصاً با رأی که مرتبط با مسائل حقوق همجنسگرایی داده‌است از نظر شخصی موافق بوده‌است یا خیر، وی به این پرسش هیچ پاسخی ارایه نکرد.
در ۱۴ آوریل ۲۰۱۰، وی در دادگاه عالی شهرستان ساکرامنتو هیچ دفاعی در مقابل اتهام رانندگی تحت تأثیر دارو و الکل از خود ارایه نکرد. در نتیجه، وی به سه سال تعلیق مراقبتی و ۴۸ ساعت حبس در زندان شهرستان محکوم شد، هرچند شبی که وی بازداشت گردید نیز به عنوان مدت حبس وی محسوب گردیده و او بقیه روز را باید روی یک پروژه کاری خدمت می‌کرد. جریمه‌ها و سایر هزینه‌ها به‌طور کلی بالغ به ۱٬۹۰۰ تا ۲٬۰۰۰ دلار می‌شد.

## ۲۰۱۱ – اکنون: زندگی پسا محکومیت
اشبرن از سوی فرماندار آرنولد شوارتزنگر برای یک دوره چهار ساله به عنوان عضو هیئت استیناف بیمه بیکاری ایالت کالیفرنیا گماشته شد.
اشبرن در انتخابات مقدماتی ژوئن ۲۰۱۲ خود را برای کرسی سرپرست شهرستان کرن نامزد کرد، در رتبه دوم قرار گرفت و توانست وارد دور دوم انتخابات شود. در انتخابات دور دوم در ۶ نوامبر ۲۰۱۲، اشبرن با ناخدای بازنشسته نیروی دریایی ایالات متحده میک گلیسون مقابل شد و ۲۰ امتیاز از دست داد (۴۰ در مقابل ۶۰ درصد). شلاق اکثریت کنگره، کوین مک‌کارتی، از گلیسون حمایت نموده و نماینده بازنشسته بیل توماس از اشبرن حمایت نمود.
در یک مصاحبه رادیویی در برنامه «نخستین نگاه با اسکات کاکس»، اشبرن فاش نمود که وی یک برادر همجنس‌گرا داشت که بیست سال پیش بر اثر بیماری ایدز جان باخت. در این مصاحبه، اشبرن اظهار داشت که وی خود را مجدداً ثبت نام نمود تا بتواند «به عنوان یک کنشگر سیاسی مستقل» رأی بدهد، چون موضع حزب جمهوری‌خواه مخالف حقوق همجنس‌گرایان و مهاجرین بود.
تا ۲۰۱۵ میلادی، اشبرن در لس آنجلس زندگی می‌کرد.